# Centro di documentazione Cultura della legalità democratica
Il Centro di documentazione "Cultura della legalità democratica" è la struttura della Regione Toscana dedicata alla raccolta, produzione e divulgazione di materiali informativi e documenti sui temi della criminalità organizzata e delle mafie, del terrorismo, della criminalità diffusa, della sicurezza urbana e dell'educazione alla legalità. Si trova in via di Novoli, 26 a Firenze.

## Descrizione
Il Centro è nato nell'ottobre 1994 e attualmente opera in attuazione legge regionale n. 11 del 10 marzo 1999, “Provvedimenti a favore delle scuole, delle università toscane e della società civile per contribuire, mediante l'educazione alla legalità e lo sviluppo della coscienza civile democratica, alla lotta contro la criminalità organizzata e diffusa e contro i diversi poteri occulti".
La biblioteca del Centro di documentazione comprende:
- 7.000 libri;
- 871 volumi delle Commissioni parlamentari d'inchiesta e altri atti parlamentari;
- 127 tesi di laurea;
- 54 riviste;
- 210 film e documentari;
- 9.000 documenti e 331 sentenze.

I servizi sono gratuiti e aperti a tutti i cittadini.
L'archivio del Centro di documentazione raccoglie donazioni di giornalisti e magistrati, associazioni delle vittime e avvocati. Elenco dei fondi:
- Fondo Danilo Ammannato
- Fondo Associazione tra i familiari delle vittime della strage di via dei Georgofili
- Fondo Sandra Bonsanti
- Fondo Commissione parlamentare d'inchiesta sul terrorismo in Italia e sulle cause della mancata individuazione dei responsabili delle stragi
- Fondo Rosario Minna
- Fondo Rosario Poma

Il Centro ha prodotto, a partire dal 2007, R.Ed.Le - Rete e banca dati di educazione alla legalità dedicata alla documentazione delle esperienze di educazione alla legalità realizzate in tutta Italia.